# Añasco (Añasco)
Añasco es un barrio-pueblo ubicado en el municipio de Añasco en el estado libre asociado de Puerto Rico. En el Censo de 2010 tenía una población de 913 habitantes y una densidad poblacional de 4.142,65 personas por km².

## Geografía
Añasco se encuentra ubicado en las coordenadas 18°16′59″N 67°8′29″O / 18.28306, -67.14139. Según la Oficina del Censo de los Estados Unidos, Añasco tiene una superficie total de 0.22 km², que corresponden a tierra firme.

## Demografía
Según el censo de 2010, había 913 personas residiendo en Añasco. La densidad de población era de 4.142,65 hab./km². De los 913 habitantes, Añasco estaba compuesto por el 82.02% blancos, el 8.44% eran afroamericanos, el 0.55% eran amerindios, el 8.22% eran de otras razas y el 0.77% pertenecían a dos o más razas. Del total de la población el 99.45% eran hispanos o latinos de cualquier raza.